# Charles Faider
Charles Jean Baptiste Florian Faider (* 6. September 1811 in Triest; † 6. April 1893 in Brüssel) war ein belgischer Jurist und Politiker. In seiner Eigenschaft als Jurist sorgte er durch seine vielfältigen Publikationen für die Entwicklung einer eigenständigen belgischen Rechtstradition.

## Leben
Nach Studien an der Université de Liège und der Reichsuniversität Löwen praktizierte Faider zunächst als Anwalt, bis er in den Belgischen Staatsdienst eintrat. 1836 heiratete er Augustine Joséphine Mersch, die jedoch bereits 1858 im Alter von 49 Jahren verstarb. Das Paar hatte zwei Kinder, Marie Charlotte Augustine und Amédée Marie Hippolyte Faider, der wie sein Vater die juristische Laufbahn einschlug und es bis zum 1. Präsidenten des Appellationsgerichtshofes in Brüssel brachte.
1837 amtierte Charles Faider als stellvertretender Staatsanwalt in Löwen und 1842 als Hauptstaatsanwalt in Antwerpen.
Faider war Generaladvokat beim Brüsseler Appellhof, 1844 und seit 1851 beim Kassationshof, trat 31. Oktober 1852 als Justizminister in das Kabinett de Brouckère, nach dessen Rücktritt am 7. Mai 1853 er seine frühere Stellung wieder erhielt.
Er hinterließ eine große Anzahl von schriftlichen Arbeiten zu allen möglichen juristischen Arbeitsfeldern. Den Schwerpunkt bildeten seine Arbeiten zum belgischen Recht und hier insbesondere dank seiner Ausarbeitungen zum belgischen Kassationshof. Indem er verlangte, dass die Urteile sowohl dem positiven Recht als auch den sozialen Veränderungen in der belgischen Gesellschaft gerecht werden sollten, half er der belgischen Nation bei der Entwicklung einer eigenen Rechtstradition gegenüber Frankreich.
1846 wurde er korrespondierendes und 1855 ordentliches Mitglied der Académie royale des Sciences, des Lettres et des Beaux-Arts de Belgique.

## Werk
- Coup d'oeil historique sur les institutions provinciales et communales en Belgique, 1834.
- De la personnification civile des associations religieuses. 1840
- Études sur les constitutions nationales. 1842.
- Étude sur les constitutions nationales. 1842
- Études sur la Constitution belge de 1831. 1871–1885
- Histoire des institutions politiques de la Belgique. 1875